# Пабло Лиле
Пабло Лиле (шп. Pablo Lyle; Мазатлан, 18. новембар 1986) мексички је глумац. Његова прва велика улога била је у теленовели La sombra del pasado као мушки главни јунак.
У априлу 2019. године Лиле је признао да је 63-годишњег Хуана Рикарда Хернандеза ударио у лице током инцидента у Мајамију на Флориди. Жртва је хоспитализована и умрла је четири дана након напада. Лајл је оптужен за убиство из нехата након што је старији човек умро. Постоји видео снимак инцидента где се Лиле види како трчи да удари Хернандеза. Ако буде проглашен кривим за убиство из нехата, прети му до 15 година затвора.

## Филмографија

### Филмови
| Година | Филм                    | Улога |
| ------ | ----------------------- | ----- |
| 2019   | Mirreyes contra Godínez | Санти |

### Серије
| Година    | Серија                 | Улога                 |
| --------- | ---------------------- | --------------------- |
| 2009      | Verano de amor         | Балдомера Переа Олмос |
| 2010      | Mujeres asesinas       | Марсело               |
| 2011–2012 | Una familia con suerte | Пепе Лопез Торес      |
| 2012      | La rosa de Guadalupe   | Кано                  |
| 2012      | Cachito de cielo       | Матијас               |
| 2013      | Como dice el dicho     | Сандро                |
| 2013–2014 | Por siempre mi amor    | Естебан               |
| 2014–2015 | La sombra del pasado   | Кристобал Мендоз      |
| 2016      | Corazón que miente     | Алонсо Ферер          |
| 2017      | Mi adorable maldición  | Родриго Виљависенсио  |
| 2017      | Conan                  | Себе                  |
| 2017      | Érase una vez          | Естебан               |
| 2019      | Yankee                 | Малколм Моријарти     |